# جان كاي
جان كاي (بالفرنسية: Jan Kaye)‏ (29 يناير 1996 بفرنسا - ) هو لاعب كرة قدم فرنسي في مركز الدفاع. لعب مع نادي إيفيان.

## وصلات خارجية
- جان كاي على موقع رابطة كرة القدم الفرنسية للمحترفين (الإنجليزية)
- جان كاي على موقع قاعدة بيانات كرة القدم.إي يو (الإنجليزية)
- جان كاي على موقع Soccerway.com (الإنجليزية)